# Derek Geldart
Derek Geldart (* 4. September 1931 in Stockton-on-Tees; † im Dezember 2012) war ein britischer Chemieingenieur, der als Professor für Pulverforschung an der Universität Bradford wirkte.

## Leben
Geldart machte seinen Master-Abschluss an der University of Newcastle upon Tyne und arbeitete danach unter anderem für die Atomenergiebehörde. Ab 1967 beschäftigte er sich mit dem Thema der Fluidisierung. 1971 erhielt er den Ph.D., es dauerte jedoch noch zwei Jahre, bis seine Arbeit in einer Fachzeitschrift abgedruckt wurde. Später wurde er an die Universität Bradford berufen, wo er bis zu seiner Emeritierung tätig blieb.
Seine wissenschaftliche Hauptleistung war die Einführung der Geldart-Gruppen zur Klassifizierung von Wirbelschichtprozessen im Jahr 1973.